# 미국 제1은행
미합중국 제1 은행(First Bank of the United States 또는 The President, Directors and Company, of the Bank of the United States)은 1791년 2월 25일 미국 의회에 의해 승인 기간이 20년이었던 중앙은행 역할을 한 국립은행이었다. 이후 미국 최초의 사실상의 중앙 은행인 뱅크 오브 노스아메리카가 설립되었다.
이 미국 은행의 설립은 연방조폐국 및 내국소비세, 연방 국가재정, 자금력 확장을 주장한 알렉산더 해밀턴의 건의에 의해 이루어졌다. 해밀턴은 국가의 신용을 개선하고 새로 제정된 헌법으로 미국 정부의 금융 사업 관리를 개선하기 위해서는 국립은행이 필수적이라고 믿었다.
건물은 미국 펜실베이니아주 필라델피아에 있는 미국 독립 국립 역사공원에 1797년 설립되었으며 미국 국립역사기념물로 지정될 정도로 그 역사적, 건축적 중요성이 크다.

## 같이 보기
- 미합중국 제2 은행